# Via XX

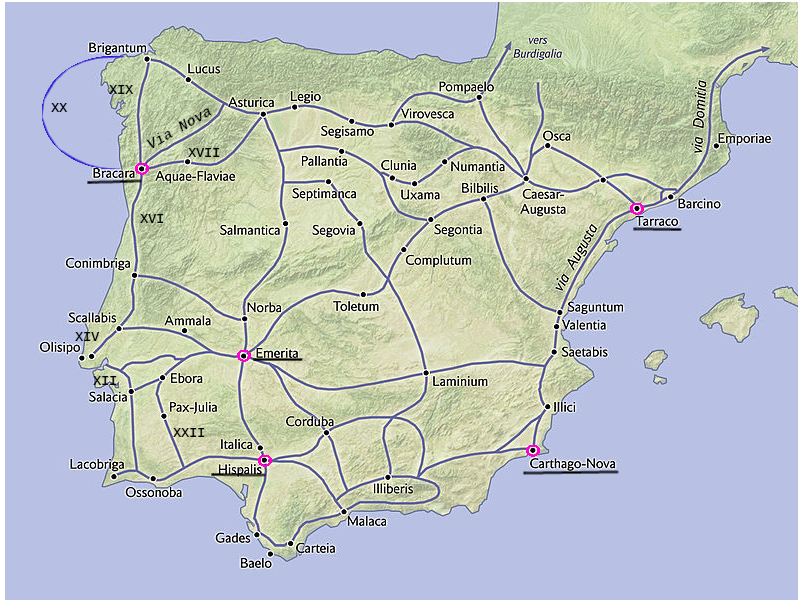
Vias romanas

A Via XX, do Itinerário de Antonino, (ou per loca maritima por via marítima), era uma via romana alternativa a via XIX, que unia as cidades de Brácara Augusta (Braga) e Astúrica Augusta (Astorga) passando pelas cidades de Brigâncio (Corunha) e Luco Augusto (Lugo), onde se unia à Via XIX

## Percurso
No itinerário de Antonino são citadas as seguintes etapas (mansões)  para a Via XX:
| Mansio              | Milhas romanas entre cada (1 milha de 1480 m a 1850 m) ou estádio de 185 m. | Povoações actuais                                      |
| ------------------- | --------------------------------------------------------------------------- | ------------------------------------------------------ |
| 1 Brácara Augusta   |                                                                             | Braga (Portugal)                                       |
| 2 Aquis Celenis     | Stadia CLXV                                                                 | Caldas de Reis?                                        |
| 3 Vico Espácoro     | Stadia CXCV                                                                 |                                                        |
| 4 Ad Duas Pontes    | Stadia CL                                                                   |                                                        |
| 5 Glandimiro        | Stadia CLXXX                                                                |                                                        |
| 6 Trigundo          | XXII                                                                        |                                                        |
| 7 Brigâncio         | XXX                                                                         | Corunha                                                |
| 8 Carânico          | XVIII                                                                       |                                                        |
| 9 Luco Augusto      | XVII                                                                        | Lugo                                                   |
| 10 Timalino         | XXII                                                                        |                                                        |
| 11 Ponte Névias     | XII                                                                         | As Pontes de Gatín, Liber, Becerreá                    |
| 12 Utaris           | XX                                                                          | Castro das Coroas, Vega de Valcarce, comarca do Bierzo |
| 13 Bérgido          | XVI                                                                         | Castro Ventosa Cacabelos, (Leão)                       |
| 14 Astúrica Augusta | L                                                                           | Astorga, (Leão)                                        |

O percurso à partir de Lugo é o mesmo que a via XIX, por isso é conhecido, ao contrario do inicio do percurso que é desconhecido embora houvesse várias teorias, mas nenhuma coerente. Podia ser um percurso fluvial e marítimo, ou um percurso na orla marítima?  

## Bibliografía
- Antonio Rodríguez Colmenero, Santiago Ferrer Sierra e Rubén Álvarez Asorey (2004): Miliarios e outras inscricións viarias romanas do Noroeste hispánico (conventos bracarense, lucense e asturicense). Santiago de Compostela: Consello da Cultura Galega. ISBN 978-84-95415-87-9 (pdf)